# Житенный монастырь
Житенный (Житный) Смоленский монастырь — женский монастырь Тверской епархии, расположенный в полутора километрах от города Осташкова, на Житном острове озера Селигера.

## История
Монастырь основан в 1716 году как мужской на месте, где ранее находился город Кличень. Монастырь посвящён Смоленской иконе Пресвятой Богородицы.
С 1773 по 1930 год на территории обители образовался некрополь, где были погребены священнослужители, усердные благоустроители и благочестивые окрестные жители. На средства наследников и родственников, погребенных на кладбище, было установлено много мемориальных памятников.
В 1920-х годах монастырь был закрыт советской властью, некрополь был уничтожен. Многие надгробные плиты пошли на строительство городских домов и сооружений, а часть ушла в землю.
17 июня 2002 года по указу архиепископа Тверского и Кашинского Виктора и Священного синода монастырь возобновлён как женская обитель.

## Настоятели
- Левкий (Иванов Леонтий) — (1717 — март 1719), вдовый священник Осташковской Воскресенской церкви.
- Макарий — (?-1724). С 1724 по 1727 по случаю упразднения Житенного монастыря монастырская церковь числилась приходскою и, вероятно, состояла в заведовании священников Осташковской Воскресенской церкви.
- Христофор — (1728—1736), упоминаемый в бумагах Ниловой пустыни 1733 и 1734 годов.
- Иеромонах Тарасий Валтухов (1737—1742), в миру Тимофей Нестеров, произведённый в 1707 году из крестьян Осташковской Иосифовской слободы в дьякона Осташковского Знаменского девичьего монастыря; занимал эту должность до 1731 года. Определен в настоятеля Житенного монастыря по прошению казначея монастыря монаха Иосифа и вкладчика Игнатия Уткина из иеромонахов Ниловой пустыни, в которой был пострижен в 1731 году игуменом Иларионом. В 1742 году он опять отпросился в Нилову пустынь на обещание.
- Игумен Аарон (1742—1744). Из монахов Торопецкого Небина монастыря, бывший в начале казначеем в Житенном монастыре. Определен в настоятеля сперва со званием строителя, а потом в 1744 году произведен в игумена.
- Иеромонах Иринарх (1744—1747). В миру Яков Гаврилов, бывший дьяконом Осташковской Воскресенской церкви и поступивший в братство монастыря в 1738 году.
- Строитель Варлаам (1748—1750). Постриженик Николаевской Солбинской пустыни Переславль-Залесского уезда. Определен в строителя из иеромонахов Ниловой пустыни, куда опять возвратился в число братства.
- Строитель Иоанникий I (1750—1756). В миру Иоанн Притчин, постриженный в 1742 году в Ниловой пустыни и определен из иеромонахов этой же пустыни. После него в 1756 году некоторое время исполнял строительскую должность бывший игумен Исаак.
- Строитель Иларион (1756—1758). Из казначеев Селижарова монастыря. Перемещен в строителя в Новосоловецкую Вселукскую пустынь. В конце 1760 года во время свидания с родственниками в городе Ржеве заболел и в начале 1761 года скончался в Ржевском Крестовоздвиженском монастыре, где и был похоронен.
- Игумен Тихон (1758—1766). Из наместников Селижарова монастыря. Выбыл из братства Ниловой пустыни, откуда перепросился в братство Калязина монастыря.

Согласно духовным штатам 1764 года Житенный монастырь внесен в число заштатных монастырей, и поэтому с 1766 года им управляли настоятели с званием строителей.
- Амвросий Потёмкин (1766—1771). В миру Александр Ильич Потемкин, принявший пострижение в Ниловой пустыни в 1754 году, определен из строителей Могилевской Успенской пустыни Новоторжского уезда. — Перемещен в строителя Ниловой пустыни.
- Сильвестр (1771—1775). В миру Степан Третьяков. С 1753 по 1758 года был учителем Осташковского Духовного училища. Пострижен в монашество в 1760 году в Желтиковом монастыре, где с 1764 года был на должности казначея, а оттуда определен в строителя Житенного монастыря 8 (19) июня 1771 года. Скончался в монастыре в начале 1775 года.
- Иоанникий II (1775—1776). Из иеромонахов Троице-Сергиевой лавры. Куда после выбыл, не известно.
- Александр (с июля по октябрь 1776). Из иеромонахов и пострижеников Житенного монастыря. После поступил в братство Могилевской Успенской пустыни. После него, до определения нового настоятеля, исправлял строительскую должность иеромонах Ниловой пустыни Елпидифор Чередеев, который впоследствии стал игуменом в Старицком Успенском, а потом в Селижаровском монастырях.
- Иосаф I (1777—1783). После него с 17 февраля 1783 года по 7 февраля 1784 года управлял Житенным монастырем казначей иеродиакон Сосипатр, под главным присмотром архимандрита Ниловой пустыни Иоанникия.
- Михаил (1784—1786). Из иеромонахов Краснохолмского Николаевского Антониева монастыря. По прошению городского главы Антона Дружинина и Осташковского купечества ему было разрешено от Тверского архиепископа Иосафа во время духовных церемоний носить игуменский посох. Скончался в монастыре в конце октября 1786 года.
- Феодорит (1786—1789). Определен в строителя, как было написано в указе: «за честность житія и просвѣщенные труды». Как и свой предшественник, носил звание протоиеромонаха, которое преосвященный Иосаф давал строителям и заслуженным иеромонахам монастырей. Перемещен в игумена в Желтиков монастырь с совмещением должности эконома Тверского Архиерейского дома.
- Геннадий. (1789—1802). Из экономов Тверского Архиерейского дома. После поступил в Нилову пустынь в число братства.
- Иосаф II. (1802—1807). Из ризничих Тверского Архиерейского дома. После перемещен в строителя в Николо-Малицкий монастырь с совмещением должности эконома Тверского Архиерейского дома.
- Симон. (1807—1813). Из строителей Николо-Малицкого монастыря и экономов Тверского Архиерейского дома.
- Макарий I. (1813—1819). Из иеромонахов Тверского Архиерейского дома. Поступил в строителя Николо-Малицкого монастыря и эконома Архиерейского дома.
- Серафим (1819—1827). Из казначеев Новоторжского Борисоглебского монастыря. Перемещен в строителя в Николаевскую Теребенскую пустынь.
- Макарий II (1827—1829). Из иеромонахов Троицкого Калязина монастыря. Выбыл в братство Ниловой пустыни.
- Сергий (1829—1835). Из иеромонахов Тверского Архиерейского дома. Перемещен в строителя в Николаевскую Теребенскую пустынь.
- Анастасий (1835—1841). Из иеромонахов Тверского Отроча монастыря. Поступил в строителя в Николо-Столпенскую пустынь.
- Иринарх (1841—1844). Из строителей Николо-Столпенской пустыни. Переведен в братство Тверского Архиерейского дома.
- Неофит (1844—1845). Из казначеев Селижарова монастыря. Поступил в строителя Кашинского Клобукова монастыря.
- Анатолий (1845—1863). В миру Александр Примеров, постриженик Старицкого Успенского монастыря, определен из строителей Кашинского Клобукова монастыря. 17 июля 1862 года произведен в игумена. Скончался в монастыре 7 сентября 1863 года.
- Арсений (1863—1871). Постриженик Ниловой пустыни, определен из иеромонахов.

## Здания и сооружения монастыря
- Храм Иоанна Богослова и Андрея Первозванного
- Смоленский собор

## Разное
- К 300-летию основания монастыря православным телеканалом «Радость моя» был снят 50-минутный документальный фильм об обители «Остров моего сердца»[1]
- В 2017 году Банк России выпустил серебряную монету номиналом 25 рублей «Житенный монастырь, Тверская область». На монете изображён монастырь на фоне озера и города Осташкова[2].